# Valdir Espinosa
Valdir Espinosa, född 17 oktober 1947 i Porto Alegre, död 27 februari 2020 i Rio de Janeiro, var en brasiliansk fotbollsspelare och tränare.
Valdir Espinosa ledde Grêmio till finalen i Copa Libertadores 1983 och vann guldet.